# Italiaans militair ordinariaat
Het Italiaans militair ordinariaat (Latijn: Ordinariato militare in Italia; Italiaans: Ordinariato militare per l'Italia) is een militair ordinariaat van de Rooms-Katholieke Kerk. Het staat als immediatum onder rechtstreeks gezag van de Heilige Stoel.
Het ordinariaat werd op 6 maart 1925 door paus Pius XI als vicariaat opgericht. De Heilige Stoel en de Italiaanse staat kwamen overeen dat de zetel van het vicariaat in Rome zou komen. Paus Johannes Paulus II verhief het vicariaat op 21 juli 1986 met de apostolische constitutie Spirituali militum curae tot bisdom.

## Bisschoppen van het militair ordinariaat
- 1929-1944: Angelo Bartolomasi (titulair bisschop van Petra in Palaestina)
- 1944-1953: Carlo Alberto Ferrero di Cavallerleone (titulair bisschop van Trapezus)
- 1953-1965: Arrigo Pintonello (titulair bisschop van Arcadia)
- 1966-1971: Luigi Maffeo (titulair bisschop van Castellum in Numidia)
- 1971-1981: Mario Schierano (titulair bisschop van Achrida)
- 1981-1989: Gaetano Bonicelli (titulair bisschop van Italica)
- 1989-1996: Giovanni Marra (titulair bisschop van Rebellum)
- 1996-2003: Giuseppe Mani (titulair bisschop van Zaba)
- 2003-2006: Angelo Bagnasco
- 2013-heden: Santo Marcianò

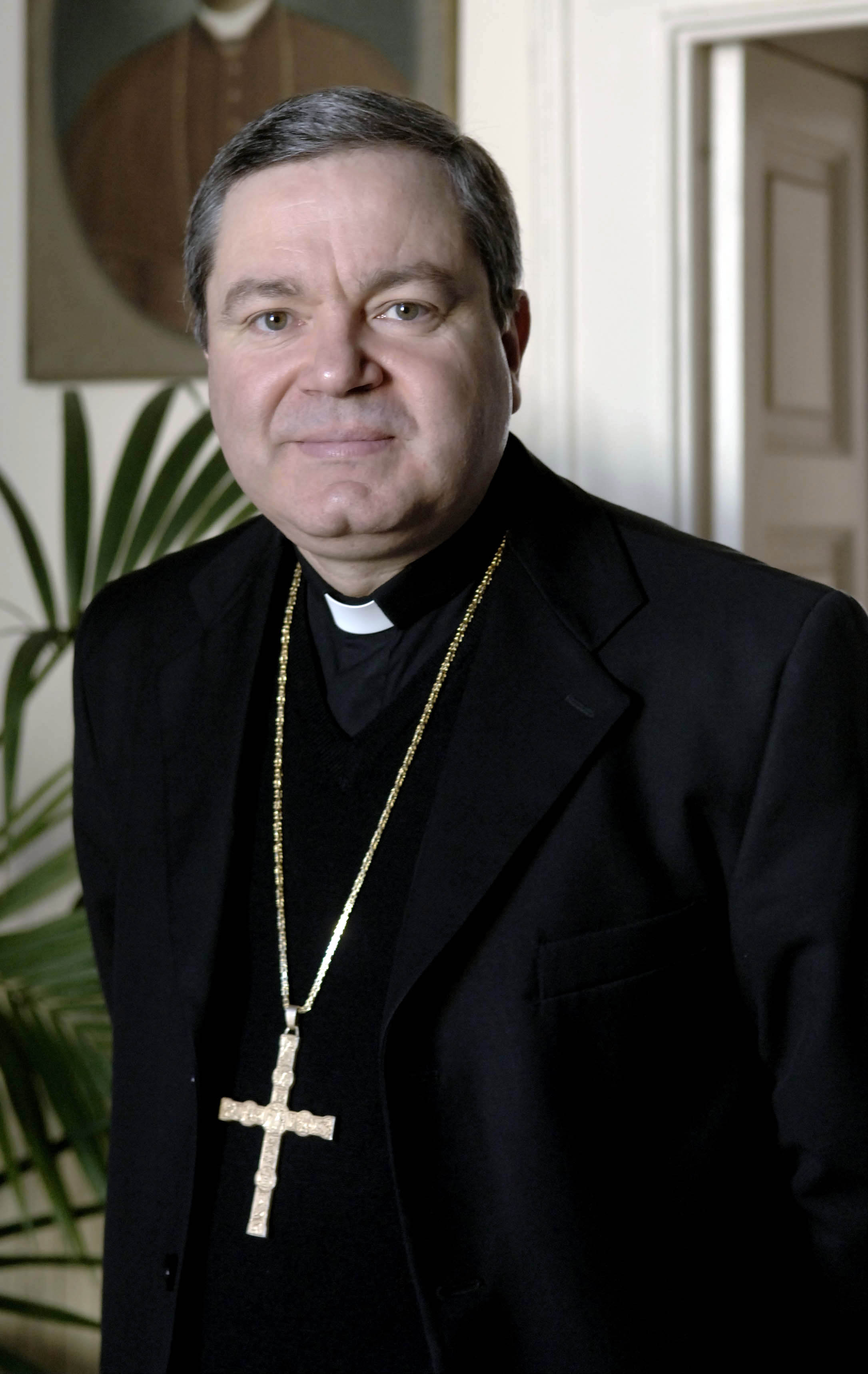
Bisschop Santo Marcianò
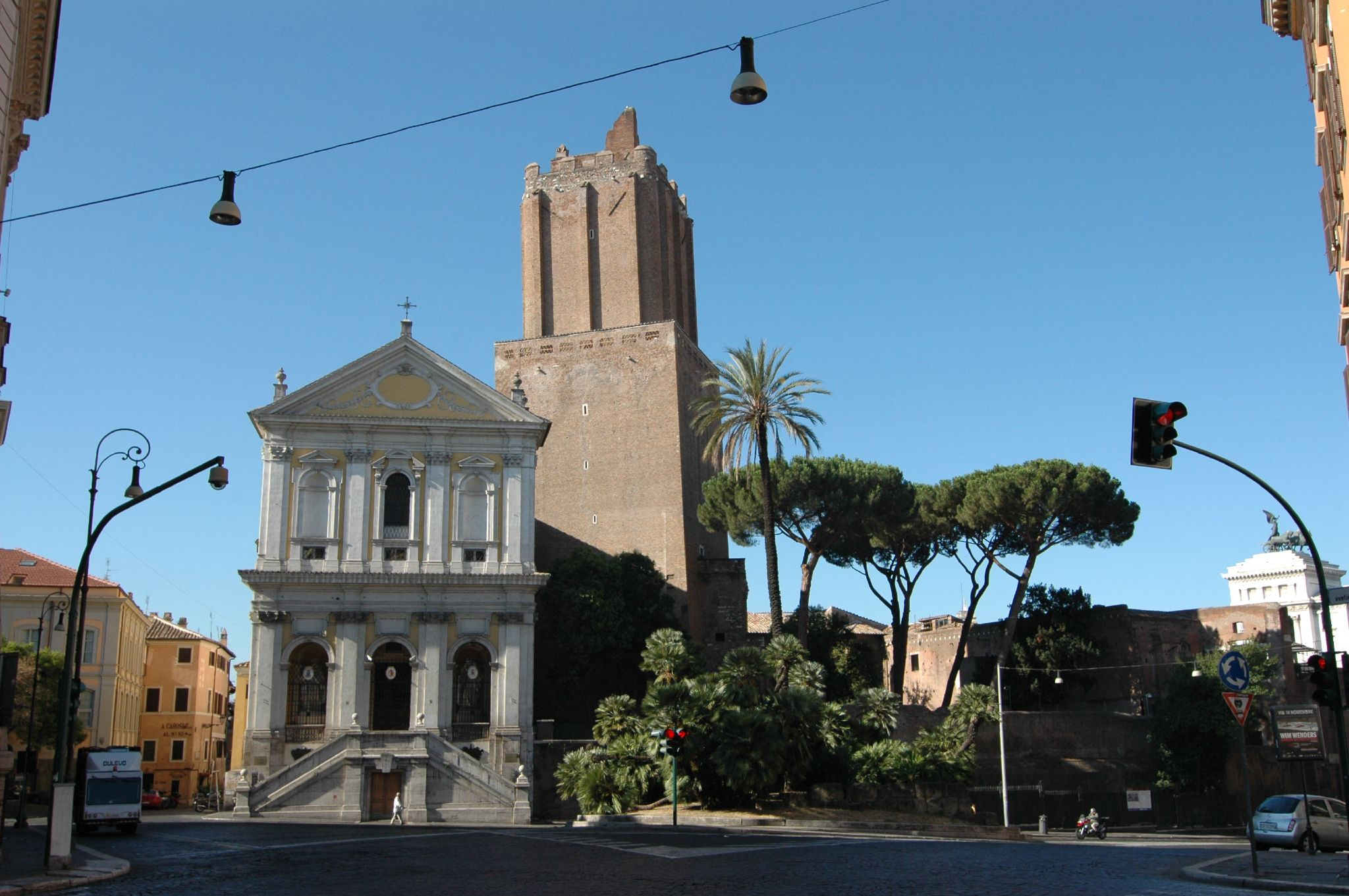
Santa Caterina da Siena a Magnanapoli, zetel van het ordinariaat